# Централноафричка Република на Светском првенству у атлетици на отвореном 2015.
Централноафричка Република је учествовала на Светском првенству у атлетици на отвореном 2015. одржаном у Пекингу од 22. до 30. августа петнаести пут, односно учествовала је на свим првенствима до данас. Репрезентацију Централноафричке Републике представљао је један такмичар који се такмичио у трци на 100 метара.,
На овом првенству Централноафричка Република није освојила ниједну медаљу.

## Учесници
Мушкарци
- Berenger Aymard Bosse — 100 м

## Резултати

### Мушкарци
| Атлетичарка           | Дисциплина | Лични рекорд | Предтакмичење   | Предтакмичење   | Квалификације        | Квалификације        | Полуфинале           | Полуфинале           | Финале               | Финале               | Детаљи |
| Атлетичарка           | Дисциплина | Лични рекорд | Резултат        | Место           | Резултат             | Место                | Резултат             | Место                | Резултат             | Место                | Детаљи |
| --------------------- | ---------- | ------------ | --------------- | --------------- | -------------------- | -------------------- | -------------------- | -------------------- | -------------------- | -------------------- | ------ |
| Berenger Aymard Bosse | 100 м      | 10,38        | дисквалификован | дисквалификован | Није се квалификовао | Није се квалификовао | Није се квалификовао | Није се квалификовао | Није се квалификовао | Није се квалификовао |        |